# دیو بنت (بازیکن فوتبال، زاده ۱۹۶۰)
دیو بنت (انگلیسی: Dave Bennett؛ زادهٔ ۲۶ آوریل ۱۹۶۰) بازیکن فوتبال اهل بریتانیا است.
از باشگاه‌هایی که در آن بازی کرده‌است می‌توان به باشگاه فوتبال نوریچ سیتی اشاره کرد.